# دنیس دوگارد
دنیس دوگارد (انگلیسی: Dennis M. Daugaard؛ زادهٔ ۱۱ ژوئن ۱۹۵۳) یک سیاستمدار اهل ایالات متحده آمریکا است.
دوگارد فرماندار کنونی ایالت داکوتای جنوبی از حزب جمهوری‌خواه ایالات متحده آمریکا است که در تاریخ ۸ ژانویه ۲۰۱۱ میلادی به عنوان فرماندار انتخاب شد و تا ۵ ژانویه ۲۰۱۹ در این سمت باقی ماند.